# Legio III Diocletiana
Legio III Diocletiana (III Діоклетіанів легіон) — римський легіон часів пізньої імперії. Інша назва Legio III Diocletiana Thebaeorum.

## Історія
Створений у 296 році імператором Діоклетіаном, на честь якого отримав свою назву. 
З самого початку розташувався у Нікополі(район Александрії) (разом з II Безстрашним Траяновим легіоном). Відповідав за захист гирла річки Ніл. 
У 297–298 роках легіон брав участь у поході Діоклетіана для придушення заворушень у новоствореній провінції Фіваїда. Після цього до початку 300-х років розташовувався у містах Фіваїди — Великий Аполлонополь (сучасне м. Едфу), Тентира (сучасне м. Дендере), Сієна (сучасне м. Асуан), Птолемаїда Гермейська (сучасне м. Ель-Мансура) та Панополіс (сучасне м. Ель-Ахмім).
Напочатку IV століття частини легіону як лімітанеї (прикордонні війська) розміщувалися в Омбосі (інша назва - Омбітес) (сучасне м. Ком-Омбо), Фівах, Презенції, захищаючи південні кордони від нападу кочових племен. За наказом імператора Феодосія I деякі з них були переведені до статусу комітатів (важкої піхоти) й спрямовано до провінції Македонія. Підпорядковувався magister militum per Thracias (військовому командувачу Фракії).
Відповідно до Переліку почесних посад (Notitia Dignitatum) частини легіону продовжували залишатися в Македонії, в Єгипті (містах Омбос, Фіви, Андрополь). Вони підпорядковувалися військовому командувачу Фракії та дуксу Фіваїди відповідно. 
Ймовірно, що легіон продовжував існувати на ранньому етапі Візантійської імперії.